# Baza eksploatacyjna
Baza eksploatacyjna – miejsce wyposażone w odpowiedni sprzęt techniczny i urządzenia techniczne umożliwiające prowadzenie działalności transportowej, w skład której wchodzi co najmniej jeden z następujących elementów: miejsce postojowe, miejsce załadunku, rozładunku lub łączenia ładunków, miejsce konserwacji lub naprawy pojazdów.
Dysponowanie bazą eksploatacyjną jest wymogiem dla uzyskania zezwolenia na wykonywanie zawodu przewoźnika drogowego umożliwiającego prowadzenie działalności transportowej.
Kwestia ta uregulowana została w Unii Europejskiej w rozporządzeniu Parlamentu Europejskiego i Rady (WE) nr 1071/2009 z dnia 21 października 2009 r. ustanawiającego wspólne zasady dotyczące warunków wykonywania zawodu przewoźnika drogowego i uchylającego dyrektywę Rady 96/26/WE.